# Франц Боуез
Франц Боас (Минден, 9. јул 1858 — Њујорк, 21. децембар 1942), један од пионира модерне америчке антропологије и често се назива „оцем америчке антропологије." Попут многих других пионира, Боас је био образован у другим дисциплинама; поседовао је докторат из физике и обавио је постдокторски рад из географије.

## Младост и образовање
Франц Боас је рођен у Миндену, Вестфалија. Мада су његови баба и деда били верни Јевреји, његови родитељи, попут многих немачких Јевреја, су пригрлили вредности доба просвећености, укључујући и њихову асимилацију у модерно немачко друштво. Боас је био веома осетљив према својој јеврејској позадини, и мада се он гласно противио антисемитизму, не прихватајући похришћавање на хришћанство, он се није изајшњавао као Јевреј. У једном аутобиографском запису Боас је рекао:
„Позадина мог раног мишљења био је мој немачки дом, у ком су идеали револуција из 1848. били веома снажни подстрек. Отац ми је био либерал, мада неактиван у јавном животу; мајка је била идеалисткиња, са живим занимањем за јавна питања; око 1854. она је основала дечје обданиште у мом родном граду, и била је одана науци. Моји родитељи су били ослобођени од окова догме. Док је мој отац задржао емотивну склоност обичајима свог родитељског дома, он ипак није допуштао да то утиче на његову интелектуалну слободу.“
Боас је докторирао физику на Универзитету у Киелу, 1881. Он је био незадовољан својом дисертацијом. Боас се почео интересовати за кантовску мисао, тако да је одслушао предавања из естетике у Хајделбергу, док је у Бону слушао предавања о Кантовој филизофији. Ово занимање га је одвело ка „психофизици," која се бавила психолошким и епистемолошким проблемима у физици. То га је повукло да се пребаци у Берлин да би студирао психофизику код Хермана фон Хелмхолца.
Пуким случајем, Боас је почео студирати географију да би тако даље истражио своје све веће занимање за однос између субјективног искуства и објективног света. У то време, немачки географи су били подељени по питању узрока културне варијације. Многи од њих су тврдили да је физичка околина одлучујући чинилац, док су други тврдили да је распрострањеност (дифузија) идеја путем људске миграције значајнија. 1883, Боас се упутио на Бафиново острво да би обавио географско истраживање о утицају физичке околине на домородачке миграције (Инуити). Потом се вратио у Берлин да би завршио ова проучавања, да би 1886. (уз Хелмхолцову подршку) успешно одбранио хабилитацијску тезу, Бафиново острво, добијајући титулу приватног доцента географије.
За време боравка на Бафиновом острву, Боас се почео занимати за проучавање незападних култура (1888. он је објавио књигу, „Централни Еским"). Штавише, Боас је 1885. отишао у Берлин да би се бавио физичком антропологијом и етнологијом у тамошњем Краљевском етнолошком музеју. За време боравка у овом музеју, Боас се почео занимати за староседеоце Американце на пацифичком северозападу Америке. У јанауру 1887, понуђен му је посао помоћника уредника у часопису „Наука“, у граду Њујорку, што му је помогло да донесе одлуку да остане у Сједињеним Државама. Неколико година након тога, Боас је постављен за главног асистента за антропологију на Светској колумбијској изложби, која је одржана у Чикагу, 1893.

## Наука наспрам историје
Неки научници, попут Боасовог студента Алфреда Кребера су веровали да је Боас користио своје истраживање у физици као модел за рад у антропологији. Но, неки други Боасови студенти као и каснији истраживачи су истицали да је Боас експлицитно одбацио физику у корист историје као модела за своја антрополошка истраживања.
Подела између науке и историје вуче корене из немачких академских кругова 19. века, који су правили разлику између „природних наука“ и духовних наука, тј. хуманистичких дисциплина. Ову поделу су утврдили кантовски филозофи. Но, као одговор Канту, други истакнути немачки филозоф из доба просвећености, Хердер тврдио је да је људска активност једнако важна као и људски разум.
1795, чувени истраживач и природњак, Вилхелм фон Хумболт, позвао је на оснивање антропологије као дисциплине која би синтетизовала Кантове и Хердерове интересе. Хумболт оснива Берлински универзитет, 1809, и његов рад на пољу географије, историје и психологије је послужио као интелектуална оријентација за самог Боаса и за његов емпирицизам.
1949, Боасов студент, Алфред Кребер сумирао је начела емпирицизма која дефинишу Боасову антропологију као науку:
1. Метод науке је да прво поставља питања, а не одговоре, а најмање да даје вредносне судове.
2. Наука је беспристрасно истраживање, према томе не може попримити било какве дословне идеологије које су „већ формулисане у свакодневном животу," пошто су такве идеологије саме по себи неизбежно традиционалне па према томе, сасвим природно, замрљане емоционалним предрасудама.
3. Црно-бели судови, попут „свега или ничег“, карактеристике су тоталитарних ставова и нема им места у науци, која је инференцијалне природе засноване на просуђивању.

## Физичка антропологија
Боасов рад у области физичке антропологије здружио је његово занимање за Дарвинову еволуцију са интересовањем за миграцију као узрок промене.